# Ітоїґава
37°02′20.50″ пн. ш. 137°51′45.56″ сх. д. / 37.0390278° пн. ш. 137.8626556° сх. д.

Ітоїґа́ва (яп. 糸魚川市, いといがわし, МФА: [ito.igawa ɕi̥])— місто в Японії, в префектурі Ніїґата.

## Короткі відомості
Розташоване в південно-західній частині префектури, в нижній течіх річки Хіме, на березі Японського моря. Виникло на основі постоялого містечка раннього нового часу на перехресті Північного і Соляного шляхів. Отримало статус міста 1 червня 1954 року. Основою економіки є хімічна промисловість, виробництво цементу, видобуток доброякісного вапняку і рідкісного нефриту (жаду). Найпівнічніша точка західної межі Центрального розлому, що поділяє Японію на Західну і Східну. В місті розташовані гарячі джерела. Станом на 1 квітня 2009 площа міста становила 746,24 км². Станом на 1 червня 2011 населення міста становило 47 228 осіб.